# Řád sokola
Řád sokola nebo též neoficiálně Štefánikův řád bylo československé vyznamenání, založené v roce 1919 na návrh ministra války Milana Rastislava Štefánika (proto neoficiální název). Byl určen k udělování za zásluhy o osvobození Československa. První kusy nechal Štefanik vyrobit v Tokiu. První řády byly v dřevěné balzové krabičce. Další řády se vyráběly již v Československu.
Řád byl ustanoven s pěti třídami, I. nejvyšší až V. nejnižší, nicméně fakticky byla udělována pouze nejnižší třída a to pouze v ruských legiích. Mohl též být udělen "s meči" za vojenské zásluhy. Na stuze také bývala hvězda za pochvalu, znovuudělení.